# Rebecca Pruzan
Rebecca Pruzan (1973 geboren) ist eine dänische Filmproduzentin und Filmschaffende, die für den Kurzfilm Ivalu eine Oscarnominierung für die im März 2023 veranstaltete Oscarverleihung erhalten hat.

## Biografisches
Von 1988 bis 1991 besuchte Pruzan das Aurehøj Gymnasium in Gentofte und belegte anschließend die Fächer Political Science and Government an der University of Oregon. Von September 1997 bis Januar 1998 war sie an der Universität Bologna eingeschrieben. Gleichzeitig besuchte sie im Zeitraum 1996 bis 1999 die Universität Roskilde und von 1999 bis 2001 die IT-Universität Kopenhagen, wo sie die Fächer Informatik und Technologie belegte. Im Zeitraum 2000 bis 2011 war sie parallel an der The New School eingeschrieben und belegte das Fach Media Management. Im Jahr 2008 belegte sie an der Stanford University Kurse in Innovation Management.
Pruzan arbeitete als Business Analystin, Strategie- und leitende Beraterin, Leiterin der New Media Days, Redakteurin und seit 2017 bei Pruzan Consult in Kopenhagen als unabhängige Produzentin und Beraterin. Für den dramatischen Kurzfilm Turned von Anders Walter aus dem Jahr 2020 war Pruzan als Skriptberaterin tätig. Der Film handelt von Kasper, der mit seiner liebevollen Freundin ein gutes Leben führt. Auch seine Karriere als Rennfahrer und sein Studium laufen gut. Doch traumatische Erlebnisse während seiner Kindheit, in der er Gewalt ausgesetzt war, beeinflussen auch heute noch sein Leben. Bei Stå, engle, på vagt handelt es sich ebenfalls um ein Kurzfilmdrama. Der Film thematisiert eine sehr persönliche Reise des Regisseurs, in der er die Beziehung zwischen Jacob und dessen an schwerer Demenz erkrankter Mutter Hannah schildert.
Bei Anders Walters Kurzfilm Ivalu von 2023 trat Pruzan als Produzentin in Erscheinung. Sie produzierte den Film gemeinsam mit ihrem Ehemann Kim Magnusson. Der Film basiert auf der preisgekrönten dänischen Graphic Novel Ivalu von Morten Dürr und Lars Horneman. In dem Film verschwindet Pipaluks große Schwester, womit das Mädchen sich nicht abfinden will. Als sie ihre Schwester findet, offenbart sich die ganze Tragik der Geschichte. Der Film war für einen Oscar nominiert.
Rebecca Pruzan ist mit dem dänischen Filmproduzenten Kim Magnusson verheiratet.

## Filmografie (Auswahl)
- 2020: Turned (Kurzfilm; Skriptberaterin)
- 2021: Stå, engle, på vagt (Kurzfilm; ausführende Produzentin)
- 2023: Ivalu (Kurzfilm; Produzentin)

## Auszeichnung
Academy Awards
- Oscarnominierung gemeinsam mit Anders Walter in der Kategorie „Bester Kurzfilm“ für und mit Ivalu